# Parisfördraget
Denna artikel behandlar fördraget om upprättandet av Europeiska kol- och stålgemenskapen. För andra fördrag slutna i Paris, se Parisfreden.
Parisfördraget, formellt fördraget om upprättandet av Europeiska kol- och stålgemenskapen (EKSG-fördraget), var ett fördrag inom Europeiska kol- och stålgemenskapen som undertecknades den 18 april 1951 i Paris, Frankrike. Det trädde i kraft den 23 juli 1952 efter att ha ratificerats av alla medlemsstater i enlighet med deras respektive konstitutionella bestämmelser.
Parisfördraget upprättade den första överstatliga organisationen i världen, Europeiska kol- och stålgemenskapen (EKSG). Fördraget antogs mot bakgrund av Schumandeklarationen från den 9 maj 1950 i vilken Frankrikes utrikesminister Robert Schuman hade efterlyst ett tätt samarbete mellan bland annat Frankrike och Västtyskland kring kol- och stålproduktionen – nyckelresurser för produktionen av krigsmateriel – för att förhindra nya krig i Europa efter andra världskriget. Fördraget upprättade bland annat Höga myndigheten (föregångaren till Europeiska kommissionen), en överstatlig institution med långtgående befogenheter att fatta beslut och övervaka medlemsstaternas genomförande av fördragets bestämmelser.
I samband med undertecknandet av fördraget utfärdade de fördragsslutande parterna Europadeklarationen, en förklaring om att fördraget innebar upprättandet av Europa som en politisk, ekonomisk och social entitet. Fördraget ingicks för en period av 50 år och upphörde följaktligen att gälla den 23 juli 2002. Europeiska kol- och stålgemenskapens uppgifter övertogs då av Europeiska gemenskapen.

## Historia

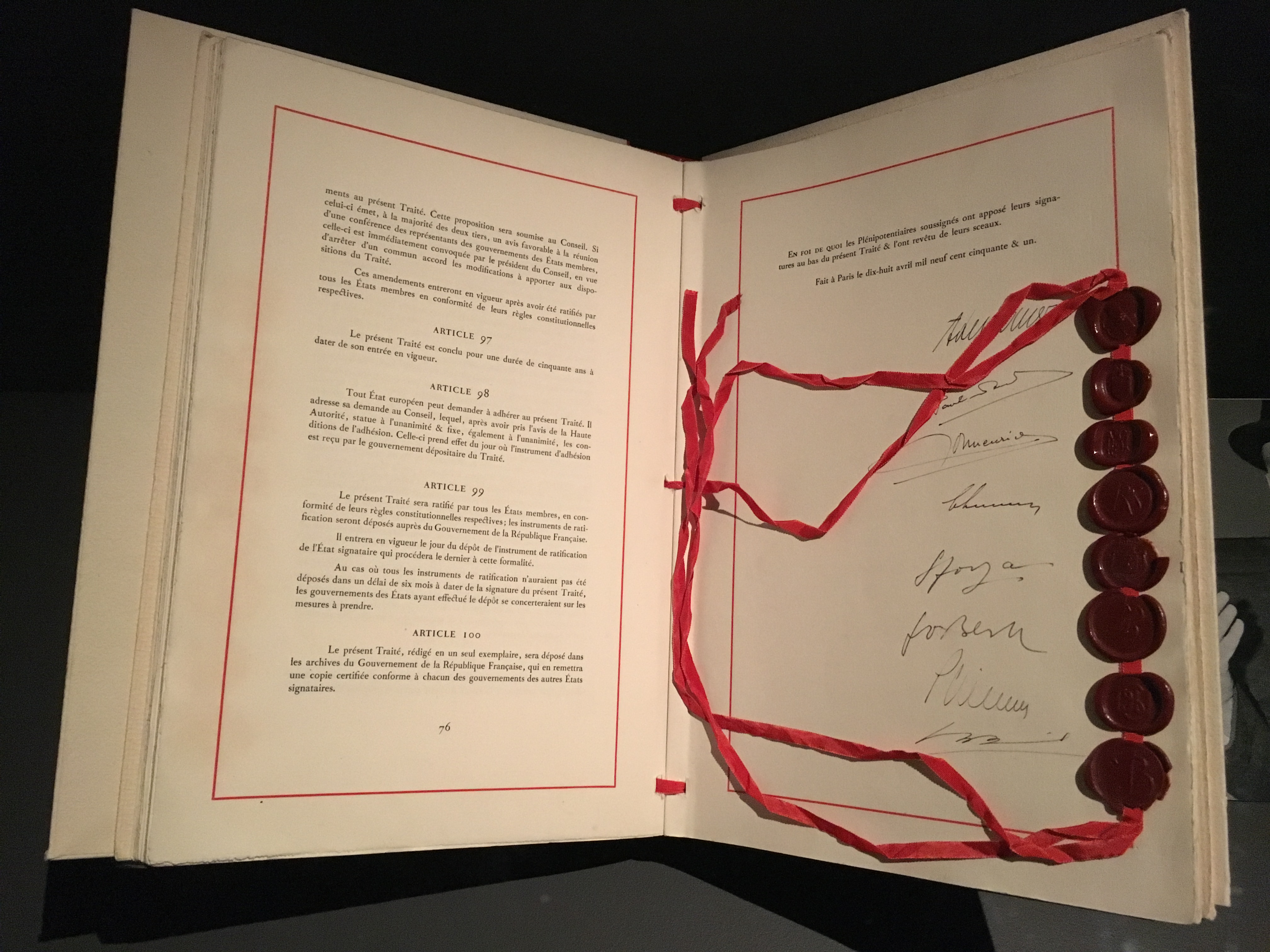
Parisfördraget

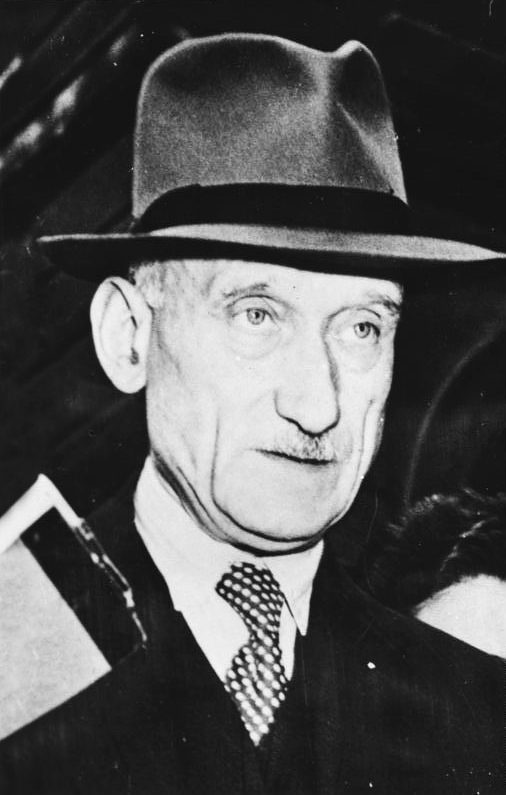
Robert Schuman, fransk utrikesminister presenterade idén.

Efter andra världskrigets slut hade Tyskland splittrats i fyra olika ockupationszoner. Den 23 maj 1949 bildades Förbundsrepubliken Tyskland, Västtyskland, av förbundsländerna i de tre västallierade makternas ockupationszoner. Västtysklands framtid och integration i Västeuropa var en viktig men kontroversiell fråga. I oktober 1949 bildades Östtyskland ur den sovjetiska ockupationszonen, vilket ökade trycket på Västeuropa att bygga upp Västtyskland. Frankrike motsatte sig dock att Västtyskland skulle få fria händer att bygga upp sin industri och militärmakt med hänsyn till vad som hade skett under första världskriget och andra världskriget.
Jean Monnet, chef för Frankrikes planeringsmyndighet, kom då med idén att fransk och tysk kol- och stålproduktion skulle underställas en internationell organisation för att säkerställa bland annat så att inte någon av staterna i hemlighet ökade sin produktion och på så sätt kunde rusta upp sin militärmakt. Idén framfördes till Frankrikes utrikesminister Robert Schuman, som i sin tur framförde den under en presskonferens den 9 maj 1950 efter att ha samtalat med den franska respektive tyska regeringen. Europadagen firas sedan dess den 9 maj varje år till minne av Schumans tal. Schuman blev senare den första talmannen för den parlamentariska församlingen inom EKSG och Monnet blev den första ordföranden för Höga myndigheten.
Flera andra länder anslöt sig till idén om att medverka i det som skulle bli Europeiska kol- och stålgemenskapen, men Storbritannien tackade nej till att delta. Efter förhandlingar mellan regeringarna för Frankrike, Västtyskland, Benelux-länderna och Italien undertecknades fördraget den 18 april 1951 i Paris. Först efter att fördraget hade godkänts i samtliga medlemsstater enligt deras respektive konstitutionella bestämmelser kunde fördraget träda i kraft den 23 juli 1952. EKSG-fördraget innebar påbörjan av den europeiska integrationen, som senare resulterade i bildandet av Europeiska unionen (EU) 1993. Fördraget upphörde att gälla 50 år efter dess ikraftträdande, det vill säga den 23 juli 2002. EKSG:s uppgifter och funktioner överfördes till Europeiska gemenskapen (EG), som 2009 ersattes av Europeiska unionen.

## Syfte och innehåll
Genom EKSG-fördraget inrättades Europeiska kol- och stålgemenskapen (EKSG) mellan de sex västeuropeiska staterna Belgien, Frankrike, Italien, Luxemburg, Nederländerna och Västtyskland. Fyra institutioner upprättades inom gemenskapen: Höga myndigheten, ministerrådet, församlingen och domstolen. Höga myndigheten bestod främst av tjänstemän, medan ministerrådet representerade medlemsstaternas regeringar och församlingen medlemsstaternas parlament.
Resultaten av EKSG-fördraget och EKSG var till en början en gemensam marknad för kol och järnmalm, som öppnades i början av 1953. Denna marknad kompletterades i maj samma år med stålprodukter och senare även med specialstål. Den gemensamma marknaden kompletterades senare med en mängd andra produkter genom EEG-fördraget och EU-fördraget.
| Årtal | 1952 | 1954                         | 1958 | 1967                                       | 1987                                       | 1993                                               | 1999                                              |                                                   | 2003                                              | 2009                    |                         |
|       |      |                              |      | Europeiska gemenskaperna:                  |                                            |                                                    |                                                   |                                                   |                                                   |                         |                         |
|       |      |                              |      | Europeiska atomenergigemenskapen (EURATOM) |                                            |                                                    |                                                   |                                                   |                                                   |                         |                         |
|       |      |                              |      | Europeiska kol- och stålgemenskapen (EKSG) | Europeiska kol- och stålgemenskapen (EKSG) |                                                    |                                                   |                                                   |                                                   | Europeiska unionen (EU) | Europeiska unionen (EU) |
|       |      |                              |      | Europeiska ekonomiska gemenskapen (EEG)    | Europeiska ekonomiska gemenskapen (EEG)    |                                                    | Europeiska gemenskapen (EG)                       | Europeiska gemenskapen (EG)                       | Europeiska gemenskapen (EG)                       | Europeiska unionen (EU) | Europeiska unionen (EU) |
|       |      |                              |      |                                            |                                            | Rättsliga och inrikes frågor (RIF)                 |                                                   |                                                   |                                                   | Europeiska unionen (EU) | Europeiska unionen (EU) |
|       |      |                              |      |                                            |                                            | Polissamarbete och straffrättsligt samarbete (PSS) |                                                   |                                                   |                                                   | Europeiska unionen (EU) | Europeiska unionen (EU) |
|       |      |                              |      |                                            | Europeiska politiska samarbetet (EPS)      | Gemensamma utrikes- och säkerhetspolitiken (GUSP)  | Gemensamma utrikes- och säkerhetspolitiken (GUSP) | Gemensamma utrikes- och säkerhetspolitiken (GUSP) | Gemensamma utrikes- och säkerhetspolitiken (GUSP) | Europeiska unionen (EU) | Europeiska unionen (EU) |
|       |      | Västeuropeiska unionen (VEU) |      |                                            |                                            |                                                    |                                                   |                                                   |                                                   | Europeiska unionen (EU) | Europeiska unionen (EU) |
|       |      |                              |      |                                            |                                            |                                                    |                                                   |                                                   |                                                   |                         |                         |

## Ratificeringsprocessen

Slutgiltig deposition avklarad
Ratificeringsförfarandet avklarat
Ratificeringsförfarandet ej klart
Ratificeringsförfarandet stoppat

För att kunna träda i kraft var EKSG-fördraget tvunget att ratificeras i alla de sex signatärstaterna Belgien, Frankrike, Italien, Luxemburg, Nederländerna och Västtyskland. Samtliga sex stater valde att ratificera fördraget genom enbart parlamentariska omröstningar eftersom man inte ansåg det vara nödvändigt att hålla folkomröstningar om frågan.
Nederländerna och Västtyskland var först med att ratificera fördraget. Förbundsdagen i Tyskland godkände fördraget med överväldigande majoritet med 378 för och 143 emot. Även i de andra medlemsstaternas parlament godkändes fördraget utan några hinder. I Frankrike röstade nationalförsamlingen för fördraget med 377 röster för och 232 röster emot, medan den italienska deputeradekammaren godkände fördraget med 165 röster för och 98 röster emot. Belgien var det sista landet att rösta om fördraget i sitt parlament. Representanthuset godkände fördraget med röstsiffrorna 191 för och 13 emot.
Fördraget och samtliga tillhörande dokument deponerades i Paris, där fördraget hade signerats, hos den franska regeringen. EKSG-fördraget var upprättat i ett enda original, som förvarades i den franska regeringens arkiv. Detta skilde sig från senare fördrag, som upprättades på samtliga officiella språk och deponerades istället i Rom hos den italienska regeringen. Den franska regeringen fick till uppgift att överlämna en bestyrkt kopia av originalet till varje annan medlemsstat. Efter att alla länderna hade deponerat sina fördrag i Paris, trädde fördraget i kraft den 23 juli 1952.

### Ratificeringsförfarandet i detalj
| Belgien |  | 1951-04-18         |                    | 1952-06-12         |                    | 1952-06-25 |  | 1952-07-22 |  |     |    |    |  |
| ------- |  | ------------------ | ------------------ | ------------------ | ------------------ | ---------- |  | ---------- |  | --- | -- | -- |  |
|         |  | Deputeradekammaren | Deputeradekammaren | Deputeradekammaren | Deputeradekammaren | Godkänt    |  | 1952-06-12 |  | 191 | 13 | 13 |  |
|         |  | Senaten            | Senaten            | Senaten            | Senaten            | Godkänt    |  | 1952-02-05 |  | 102 | 4  | 58 |  |

| Frankrike |  | 1951-04-18           |                      | 1952-04-01           |                      | 1952-04-10 |  | 1952-07-18 |  |     |     |   |  |
| --------- |  | -------------------- | -------------------- | -------------------- | -------------------- | ---------- |  | ---------- |  | --- | --- | - |  |
|           |  | Nationalförsamlingen | Nationalförsamlingen | Nationalförsamlingen | Nationalförsamlingen | Godkänt    |  | 1951-12-13 |  | 377 | 232 | 0 |  |
|           |  | Senaten              | Senaten              | Senaten              | Senaten              | Godkänt    |  | 1952-04-01 |  | 182 | 32  | 0 |  |

| Italien |  | 1951-04-18         |                    | 1957-10-09         |                    | XXXX-XX-XX |  | 1952-07-22 |  |     |    |   |  |
| ------- |  | ------------------ | ------------------ | ------------------ | ------------------ | ---------- |  | ---------- |  | --- | -- | - |  |
|         |  | Deputeradekammaren | Deputeradekammaren | Deputeradekammaren | Deputeradekammaren | Godkänt    |  | 1952-06-16 |  | 165 | 98 | 0 |  |
|         |  | Senaten            | Senaten            | Senaten            | Senaten            | Godkänt    |  | 1952-03-15 |  | 148 | 97 | 0 |  |

| Luxemburg |  | 1951-04-18  |             | 1952-05-13  |             | 1952-06-23 |  | 1952-07-23 |  |    |   |   |  |
| --------- |  | ----------- | ----------- | ----------- | ----------- | ---------- |  | ---------- |  | -- | - | - |  |
|           |  | Parlamentet | Parlamentet | Parlamentet | Parlamentet | Godkänt    |  | 1957-11-26 |  | 47 | 4 | 0 |  |

| Nederländerna |  | 1951-04-18        |                   | 1952-02-19        |                   | XXXX-XX-XX |  | 1952-07-17 |  |    |   |   |  |
| ------------- |  | ----------------- | ----------------- | ----------------- | ----------------- | ---------- |  | ---------- |  | -- | - | - |  |
|               |  | Representanthuset | Representanthuset | Representanthuset | Representanthuset | Godkänt    |  | 1951-10-31 |  | 62 | 6 | 0 |  |
|               |  | Senaten           | Senaten           | Senaten           | Senaten           | Godkänt    |  | 1952-02-19 |  | 36 | 2 | 0 |  |

| Västtyskland |  | 1951-04-18    |               | 1952-02-01    |               | 1952-04-29 |  | 1952-07-23 |  |                |     |   |  |
| ------------ |  | ------------- | ------------- | ------------- | ------------- | ---------- |  | ---------- |  | -------------- | --- | - |  |
|              |  | Förbundsdagen | Förbundsdagen | Förbundsdagen | Förbundsdagen | Godkänt    |  | 1952-01-11 |  | 378            | 143 | 0 |  |
|              |  | Förbundsrådet | Förbundsrådet | Förbundsrådet | Förbundsrådet | Godkänt    |  | 1952-02-01 |  | Ingen votering |     |   |  |